# Veliki Komor
Veliki Komor est un village de la municipalité de Mače (comitat de Krapina-Zagorje) en Croatie. Au recensement de 2011, le village comptait 397 habitants.